# Bidache
Bidache (en basque: Bidaxune) est une commune française, située dans le département des Pyrénées-Atlantiques en région Nouvelle-Aquitaine. Il s'y déroule l'une des plus belles fêtes de France, les Historiques de Bidache.
Le gentilé est Bidachot (ou Bidaxundar en basque).

## Géographie

### Localisation
La commune de Bidache se trouve dans le département des Pyrénées-Atlantiques, en région Nouvelle-Aquitaine.
Elle se situe à 82 km par la route de Pau, préfecture du département, à 35 km de Bayonne, sous-préfecture, et à 22 km de Saint-Palais, bureau centralisateur du canton du Pays de Bidache, Amikuze et Ostibarre dont dépend la commune depuis 2015 pour les élections départementales.
La commune fait en outre partie du bassin de vie de Peyrehorade.
Les communes les plus proches sont : 
Came (2,7 km), Sames (4,7 km), Bardos (5,1 km), Hastingues (5,7 km), Guiche (6,0 km), Oeyregave (6,6 km), Peyrehorade (7,6 km), Orthevielle (7,7 km).
Sur le plan historique et culturel, Bidache fait partie de la province de la Basse-Navarre, un des sept territoires composant le Pays basque,. La Basse-Navarre en est la province la plus variée en ce qui concerne son patrimoine, mais aussi la plus complexe du fait de son morcellement géographique. Depuis 1999, l'Académie de la langue basque ou Euskalzaindia divise la Basse-Navarre en six zones,. La commune est dans le pays d’Agramont (Agaramonte), au nord de ce territoire.

### Communes limitrophes
Les communes limitrophes sont  Arraute-Charritte, Bardos, Came, Hastingues et Orègue.
|        | Hastingues (Landes) |      |
| Bardos | Bidache             | Came |
| Orègue | Arraute-Charritte   |      |

### Hydrographie

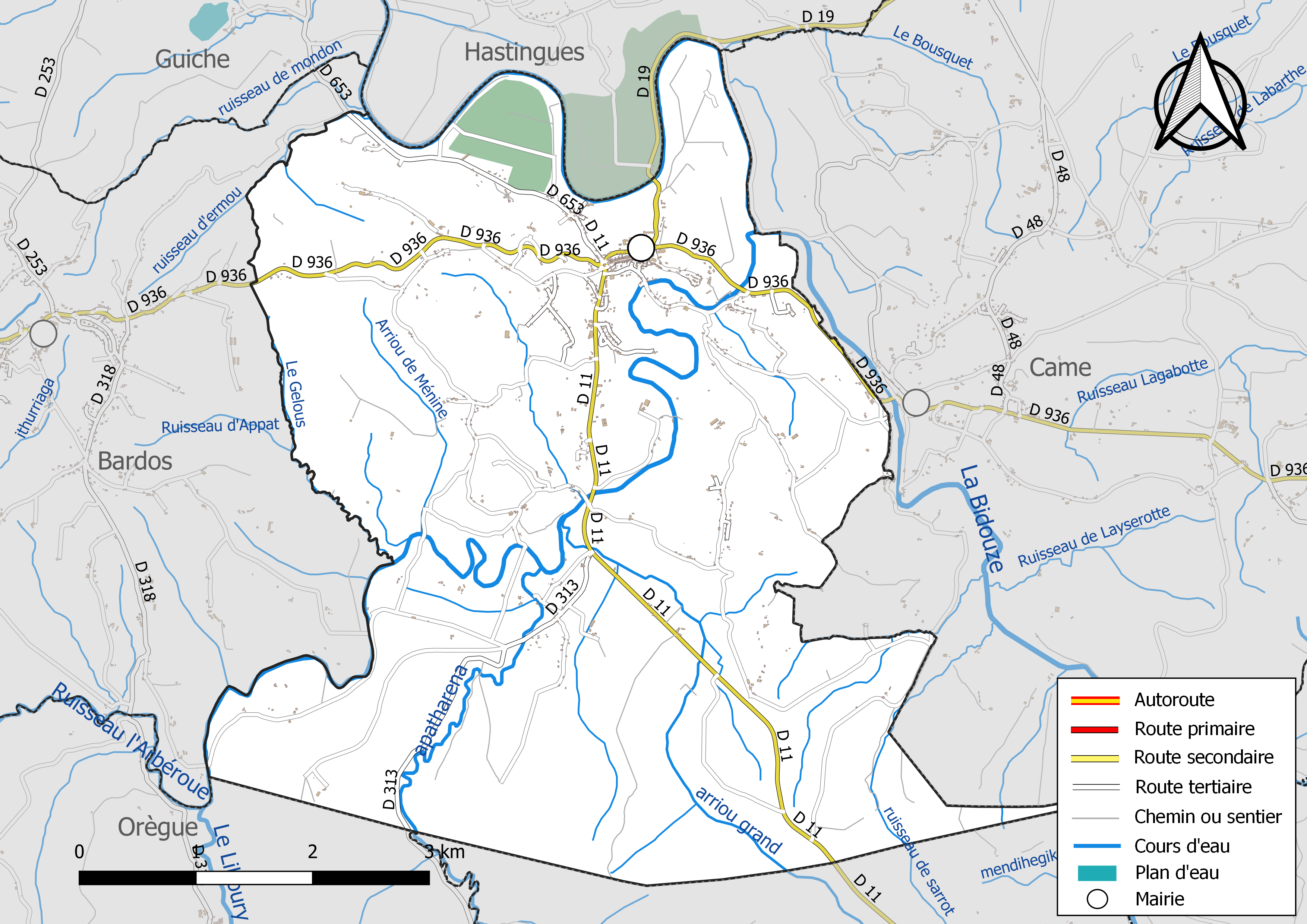
Réseaux hydrographique et routier de Bidache.

La commune est drainée par la Bidouze, le Lihoury, l'Aphatarena, l'arriou grand, l'arriou de Ménine, le Gelous, le ruisseau d'Ermou, le ruisseau de Sarrot et par divers petits cours d'eau, constituant un réseau hydrographique de 45 km de longueur totale,.
La Bidouze, d'une longueur totale de 82,2 km, prend sa source dans la commune d'Aussurucq et s'écoule du sud vers le nord. Elle traverse la commune et se jette dans l'Adour à Guiche, après avoir traversé 26 communes.
Le Lihoury, d'une longueur totale de 45,7 km, prend sa source dans la commune d'Iholdy et s'écoule du sud vers le nord. Il traverse la commune et se jette dans la Bidouze à Came, après avoir traversé 8 communes.
L'Aphatarena, d'une longueur totale de 16,9 km, prend sa source dans la commune de Béguios et s'écoule du sud-est vers le nord-ouest. Il traverse la commune et se jette dans le Lihoury sur le territoire communal, après avoir traversé 6 communes.

### Climat
Le climat qui caractérise la commune est qualifié, en 2010, de « climat océanique franc », selon la typologie des climats de la France qui compte alors huit grands types de climats en métropole. En 2020, la commune ressort du type « climat océanique » dans la classification établie par Météo-France, qui ne compte désormais, en première approche, que cinq grands types de climats en métropole. Ce type de climat se traduit par des températures douces et une pluviométrie relativement abondante (en liaison avec les perturbations venant de l'Atlantique), répartie tout au long de l'année avec un léger maximum d'octobre à février.
Les paramètres climatiques qui ont permis d’établir la typologie de 2010 comportent six variables pour les températures et huit pour les précipitations, dont les valeurs correspondent à la normale 1971-2000. Les sept principales variables caractérisant la commune sont présentées dans l'encadré ci-après.
| Paramètres climatiques communaux sur la période 1971-2000 - Moyenne annuelle de température : 14,1 °C - Nombre de jours avec une température inférieure à −5 °C : 0,8 j - Nombre de jours avec une température supérieure à 30 °C : 5,8 j - Amplitude thermique annuelle : 13,8 °C - Cumuls annuels de précipitation : 1 356 mm - Nombre de jours de précipitation en janvier : 12,7 j - Nombre de jours de précipitation en juillet : 8,2 j |

Avec le changement climatique, ces variables ont évolué. Une étude réalisée en 2014 par la Direction générale de l'Énergie et du Climat complétée par des études régionales prévoit en effet que la  température moyenne devrait croître et la pluviométrie moyenne baisser, avec toutefois de fortes variations régionales. La station météorologique de Météo-France installée sur la commune et mise en service en 1985 permet de connaître en continu l'évolution des indicateurs météorologiques. Le tableau détaillé pour la période 1981-2010 est présenté ci-après.
| Mois                                  | jan.             | fév.          | mars          | avril         | mai           | juin          | jui.          | août          | sep.          | oct.          | nov.            | déc.          | année      |
| ------------------------------------- | ---------------- | ------------- | ------------- | ------------- | ------------- | ------------- | ------------- | ------------- | ------------- | ------------- | --------------- | ------------- | ---------- |
| Température minimale moyenne (°C)     | 2,4              | 2,9           | 5             | 6,9           | 10,7          | 13,7          | 15,6          | 15,7          | 12,8          | 10,2          | 5,8             | 3,4           | 8,8        |
| Température moyenne (°C)              | 7,2              | 8,2           | 10,7          | 12,4          | 16,3          | 19,1          | 21,1          | 21,4          | 18,8          | 15,6          | 10,5            | 8             | 14,1       |
| Température maximale moyenne (°C)     | 12               | 13,6          | 16,5          | 17,9          | 21,8          | 24,5          | 26,6          | 27            | 24,7          | 20,9          | 15,1            | 12,5          | 19,5       |
| Record de froid (°C) date du record   | −14,1 16.01.1985 | −10 12.02.12  | −8 01.03.05   | −2,1 07.04.21 | 0,7 02.05.16  | 3 10.06.1987  | 7 13.07.00    | 6 30.08.1986  | 4 27.09.02    | −1,5 29.10.12 | −7,5 23.11.1988 | −8,5 16.12.01 | −14,1 1985 |
| Record de chaleur (°C) date du record | 24,9 01.01.22    | 28 26.02.1994 | 29,8 31.03.21 | 33 30.04.05   | 36,5 28.05.01 | 39,5 30.06.15 | 39,5 18.07.17 | 40,5 04.08.03 | 38,6 12.09.16 | 35 04.10.04   | 29,3 01.11.20   | 26 03.12.1985 | 40,5 2003  |
| Précipitations (mm)                   | 131,7            | 115           | 109,4         | 129,2         | 112,4         | 81,1          | 65,5          | 88,4          | 106,4         | 132,5         | 175,6           | 139,6         | 1 386,8    |

### Milieux naturels et biodiversité

#### Réseau Natura 2000
Le réseau Natura 2000 est un réseau écologique européen de sites naturels d'intérêt écologique élaboré à partir des Directives « Habitats » et « Oiseaux », constitué de zones spéciales de conservation (ZSC) et de zones de protection spéciale (ZPS).
Un site Natura 2000 a été défini sur la commune au titre de la « directive Habitats » : « la Bidouze (cours d'eau) », d'une superficie de 2 570 ha, un vaste réseau hydrographique drainant les coteaux du Pays basque,.

#### Zones naturelles d'intérêt écologique, faunistique et floristique
L’inventaire des zones naturelles d'intérêt écologique, faunistique et floristique (ZNIEFF) a pour objectif de réaliser une couverture des zones les plus intéressantes sur le plan écologique, essentiellement dans la perspective d’améliorer la connaissance du patrimoine naturel national et de fournir aux différents décideurs un outil d’aide à la prise en compte de l’environnement dans l’aménagement du territoire.
Deux ZNIEFF de type 2 sont recensées sur la commune, : 
- le « bois de Mixe » (896,92 ha), couvrant 3 communes du département[28] ;
- le « réseau hydrographique de la Bidouze et annexes hydrauliques » (2 867,4 ha), couvrant 30 communes dont 1 dans les Landes et 29 dans les Pyrénées-Atlantiques[29].

## Urbanisme

### Typologie
Au 1er janvier 2024, Bidache est catégorisée bourg rural, selon la nouvelle grille communale de densité à sept niveaux définie par l'Insee en 2022.
Elle est située hors unité urbaine. Par ailleurs la commune fait partie de l'aire d'attraction de Bayonne (partie française), dont elle est une commune de la couronne,. Cette aire, qui regroupe 56 communes, est catégorisée dans les aires de 200 000 à moins de 700 000 habitants,.

### Occupation des sols

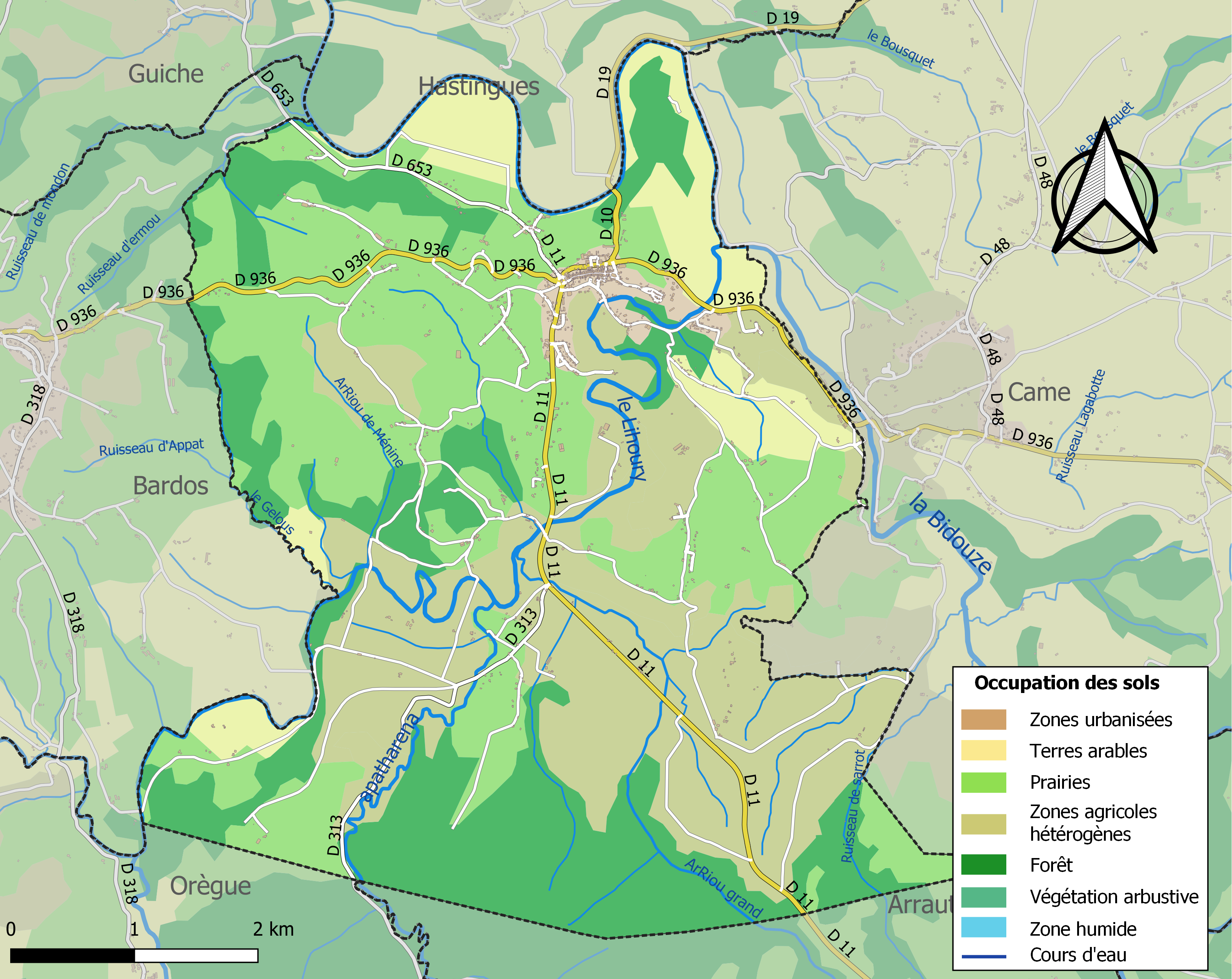
Carte des infrastructures et de l'occupation des sols de la commune en 2018 (CLC).

L'occupation des sols de la commune, telle qu'elle ressort de la base de données européenne d’occupation biophysique des sols Corine Land Cover (CLC), est marquée par l'importance des territoires agricoles (73,7 % en 2018), une proportion sensiblement équivalente à celle de 1990 (74,3 %). La répartition détaillée en 2018 est la suivante : 
prairies (32,5 %), zones agricoles hétérogènes (32,5 %), forêts (24 %), terres arables (8,7 %), zones urbanisées (2,1 %), milieux à végétation arbustive et/ou herbacée (0,3 %). L'évolution de l’occupation des sols de la commune et de ses infrastructures peut être observée sur les différentes représentations cartographiques du territoire : la carte de Cassini (XVIIIe siècle), la carte d'état-major (1820-1866) et les cartes ou photos aériennes de l'IGN pour la période actuelle (1950 à aujourd'hui).

### Lieux-dits et hameaux
Quatre quartiers composent la commune de Bidache :
- la Barte ;
- la Ville ;
- le Meche ;
- Bourdettes ;
- Mixe.

Ces quartiers sont composés selon l'IGN des lieudits suivants :
- Bois de Mixe ;
- Château de Gramont ;
- Haritzague ;
- Haut de Borde ;
- le Mech ;
- Peyrolle ;
- Quartier du Port ;
- le Rap ;
- Saint-Jean.

### Voies de communication et transports
La commune est desservie par la ligne 811 du réseau interurbain des Pyrénées-Atlantiques, qui mène de Bayonne à Tardets-Sorholus.

La sortie no 4 de l'autoroute A64 donne un accès à la localité, également traversée par la départementale 936.

### Risques majeurs
Le territoire de la commune de Bidache est vulnérable à différents aléas naturels : météorologiques (tempête, orage, neige, grand froid, canicule ou sécheresse), inondations et séisme (sismicité modérée). Un site publié par le BRGM permet d'évaluer simplement et rapidement les risques d'un bien localisé soit par son adresse soit par le numéro de sa parcelle.
Certaines parties du territoire communal sont susceptibles d’être affectées par le risque d’inondation par une crue torrentielle ou à montée rapide de cours d'eau, notamment la Bidouze, le Lihoury et l'Apatharena. La commune a été reconnue en état de catastrophe naturelle au titre des dommages causés par les inondations et coulées de boue survenues en 1982, 1983, 1993, 2006, 2009, 2013, 2014, 2016, 2019 et 2021 et au titre des inondations par remontée de nappe en 2013,.

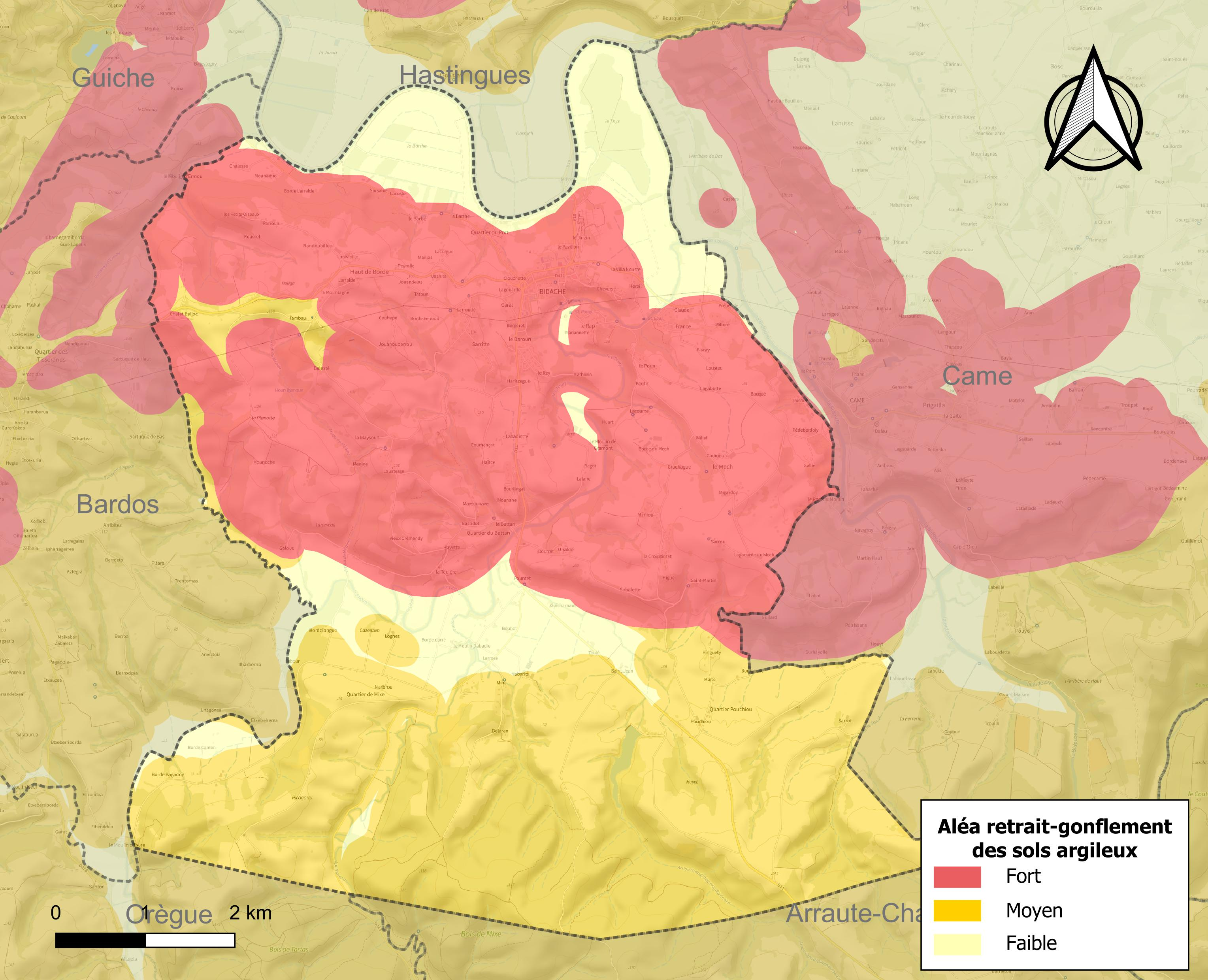
Carte des zones d'aléa retrait-gonflement des sols argileux de Bidache.

Le retrait-gonflement des sols argileux est susceptible d'engendrer des dommages importants aux bâtiments en cas d’alternance de périodes de sécheresse et de pluie. 86,9 % de la superficie communale est en aléa moyen ou fort (59 % au niveau départemental et 48,5 % au niveau national). Depuis le 1er octobre 2020, en application de la loi ELAN, différentes contraintes s'imposent aux vendeurs, maîtres d'ouvrages ou constructeurs de biens situés dans une zone classée en aléa moyen ou fort,.

## Toponymie

### Attestations anciennes
Le toponyme Bidache apparaît sous les formes :
bidezon (1140), 
sanctus jacobus de bidachen (1160), 
bidassun (1292), 
Villa de Bidaxen (1293), 
bidayssun (1304), 
bidaissun (1305 et 1306), 
Vidaxen et Vidayxon (respectivement 1312 et 1329, titres de la Camara de Comptos), 
Bidassun (1328), 
Bidaxen (1342 et 1489, notaires de Pau pour la dernière date) et
Bidasche (1650, carte du Gouvernement Général de Guienne et Guascogne et Pays circonvoisins).

### Étymologie
Bidache provient du basque bide, « chemin », et haitz, « pierre », signifiant « lieu du chemin de pierre ».

### Nom en basque et en occitan gascon
Le nom basque de Bidache est Bidaxune. Il fut normalisé par l'Académie de la langue basque le 19 décembre 2003.
Le gentilé correspondant est bidaxundar, normalisé lui-aussi le 19 décembre 2003.
Son nom occitan gascon est Bidaishe.

### Autres toponymes
Gelous est un hydronyme qui désigne un ruisseau qui arrose Bidache et Bardos avant de rejoindre le Lihoury. Il est cité en 1502 (l’ostau de Gelos, sur la commune de Bardos) dans les titres de Navarre.

Le château de Gramont est mentionné sous les graphies 
Agramont (XIIe siècle, collection Duchesne volume CXIV), 
Castrum Acris-Montis (1244, rôles gascons), 
Agremont et Aigremont (fin du XIIIe siècle), 
Egremont (1399, rôles gascons) et 
Grantmont (1456, titres de Navarre).

Le Jarzin est l'appellation donnée à l'ensemble datant de la première moitié du XVIIe siècle et formé de l'orangerie et de la maison du jardinier du château de Gramont.

La Ménine est un hydronyme, associé à un tributaire du Lihoury.

Le hameau de Mixe est indiqué en 1863 dans le dictionnaire topographique Béarn-Pays basque.

## Histoire

### La «souveraineté» de Bidache

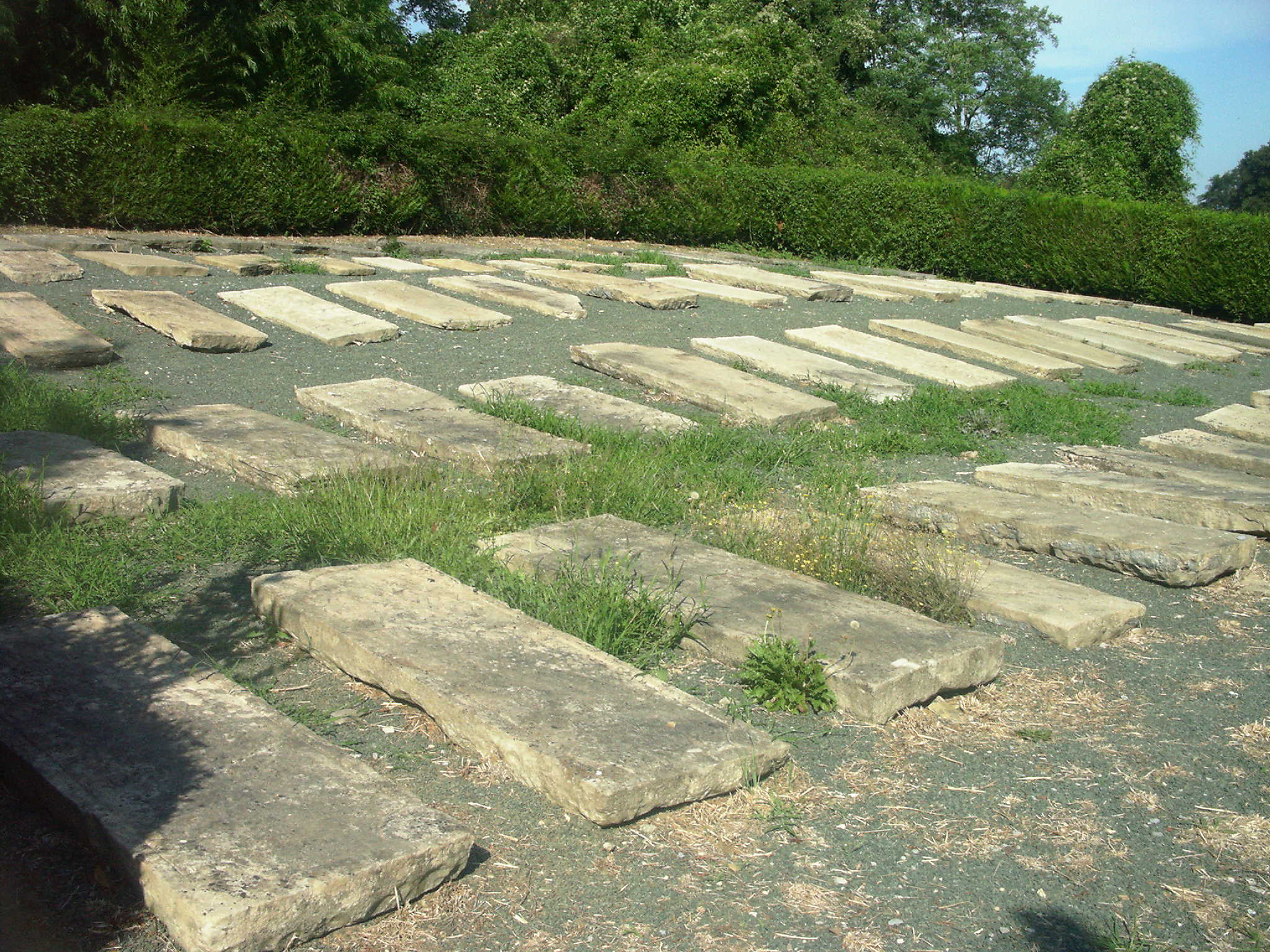
Le cimetière juif.

De la fin du XVIe siècle à la Révolution française, Bidache constitue une petite principauté qui se proclame « souveraine », sous la souveraineté de la famille de Gramont, prétention généralement considérée avec sérieux par les historiens.
Cela signifie concrètement que la justice y est rendue en dernier ressort, sous l'autorité du chef de la maison de Gramont, prince de Bidache, sans qu'on ne puisse en appeler aux parlements de France ou de Navarre. Ainsi la petite ville est un havre pour ceux qui veulent y trouver asile. Elle sert de refuge à des contrebandiers, ainsi qu'à des Juifs chassés d'Espagne à la suite de l'Inquisition.
Entre les XVIe et XVIIIe siècles, une communauté juive s'y développe, de même qu'à Bayonne et à Guiche, sous la protection des ducs de Gramont, souverains de Bidache, vice-rois de Navarre et gouverneurs du Béarn.

### Bidache depuis 1790
En 1790, le canton de Bidache ne comptait que la ville de Bidache, et dépendait du district de Saint-Palais.

### Bidache et le Pays basque
L'appartenance de Bidache à la Navarre en fin de Moyen Âge ne fait aucun doute. Jean-Baptiste Orpustan relève plusieurs mentions de la ville à partir de 1291 parmi les listes de paroisses payant franchise au pouvoir royal navarrais. Entre 1329 et 1434 les seigneurs de Gramont prêtent régulièrement hommage au roi de Navarre pour leur château de Bidache.
Sous l'Ancien Régime, Bidache prétend à constituer une principauté souveraine, même si en 1710 encore, le procureur général près le parlement de Navarre prétend que « la seigneurie de Bidache est située en Navarre et qu'il peut y avoir appel de ce qui est décidé et réglé par les juges de cette seigneurie, et que les appellations doivent être portées devant le parlement de Navarre ». La situation n'est donc pas dépourvue d'ambiguïté.
En 1943 encore, la carte du Pays basque (signée M. Haulou) qui illustre l'histoire des Basques de Philippe Veyrin en exclut Bidache. De nos jours, Bidache est désormais généralement incluse dans les listes de communes de Basse-Navarre et figure sur les cartes comme appartenant au Pays basque.

## Politique et administration
| Période                                  | Période   | Identité               | Étiquette      | Qualité |
| ---------------------------------------- | --------- | ---------------------- | -------------- | --- |
| Les données manquantes sont à compléter. |           |                        |                | |
| 1995                                     | mars 2001 | Jean-Jacques Lasserre  | UDF puis MoDem | Conseiller général du canton de Bidache (1982 → 2015) Conseiller régional de la région Aquitaine (1986 → 2011) Président du Conseil général des Pyrénées-Atlantiques (2001 → 2008) Sénateur des Pyrénées-Atlantiques (2011 → 2017) Conseiller départemental du canton du Pays de Bidache, Amikuze et Ostibarre (2015 → ) Président du conseil départemental des Pyrénées-Atlantiques (2015 → ) |
| mars 2001                                | 2020      | Michel Dallemane       | DVD            | |
| juillet 2020                             | En cours  | Jean-François Lasserre |                | Fils de Jean-Jacques Lasserre |

### Intercommunalité
La commune fait partie de trois structures intercommunales :
- la communauté d'agglomération du Pays basque ;
- le syndicat d'énergie des Pyrénées-Atlantiques ;
- l'agence publique de gestion locale.

## Population et société

### Démographie
L'évolution du nombre d'habitants est connue à travers les recensements de la population effectués dans la commune depuis 1793. Pour les communes de moins de 10 000 habitants, une enquête de recensement portant sur toute la population est réalisée tous les cinq ans, les populations de référence des années intermédiaires étant quant à elles estimées par interpolation ou extrapolation. Pour la commune, le premier recensement exhaustif entrant dans le cadre du nouveau dispositif a été réalisé en 2005.

En 2022, la commune comptait 1 347 habitants, en évolution de −1,68 % par rapport à 2016 (Pyrénées-Atlantiques : +3,78 %, France hors Mayotte : +2,11 %).
| 1793  | 1800  | 1806  | 1821  | 1831  | 1836  | 1841  | 1846  | 1851  |
| ----- | ----- | ----- | ----- | ----- | ----- | ----- | ----- | ----- |
| 2 242 | 2 017 | 2 068 | 2 190 | 2 640 | 2 722 | 2 869 | 2 777 | 2 711 |

| 1856  | 1861  | 1866  | 1872  | 1876  | 1881  | 1886  | 1891  | 1896  |
| ----- | ----- | ----- | ----- | ----- | ----- | ----- | ----- | ----- |
| 2 625 | 2 706 | 2 760 | 2 567 | 2 596 | 2 597 | 2 644 | 2 564 | 2 538 |

| 1901  | 1906  | 1911  | 1921  | 1926  | 1931  | 1936  | 1946  | 1954  |
| ----- | ----- | ----- | ----- | ----- | ----- | ----- | ----- | ----- |
| 2 217 | 2 262 | 2 169 | 1 621 | 1 556 | 1 544 | 1 369 | 1 240 | 1 139 |

| 1962  | 1968  | 1975  | 1982  | 1990  | 1999  | 2005  | 2006  | 2010  |
| ----- | ----- | ----- | ----- | ----- | ----- | ----- | ----- | ----- |
| 1 113 | 1 067 | 1 033 | 1 015 | 1 039 | 1 066 | 1 167 | 1 189 | 1 284 |

| 2015  | 2020  | 2022  | - | - | - | - | - | - |
| ----- | ----- | ----- | - | - | - | - | - | - |
| 1 344 | 1 353 | 1 347 | - | - | - | - | - | - |

### Enseignement
La commune dispose d'une école primaire publique et d'un collège.

## Économie
L'activité est principalement agricole. La commune fait partie de la zone d'appellation de l'ossau-iraty.
La commune possède une carrière qui a fourni, entre autres, des pierres pour la chapelle du couvent de Notre-Dame-du-Refuge à Anglet.

## Culture locale et patrimoine

### Patrimoine linguistique

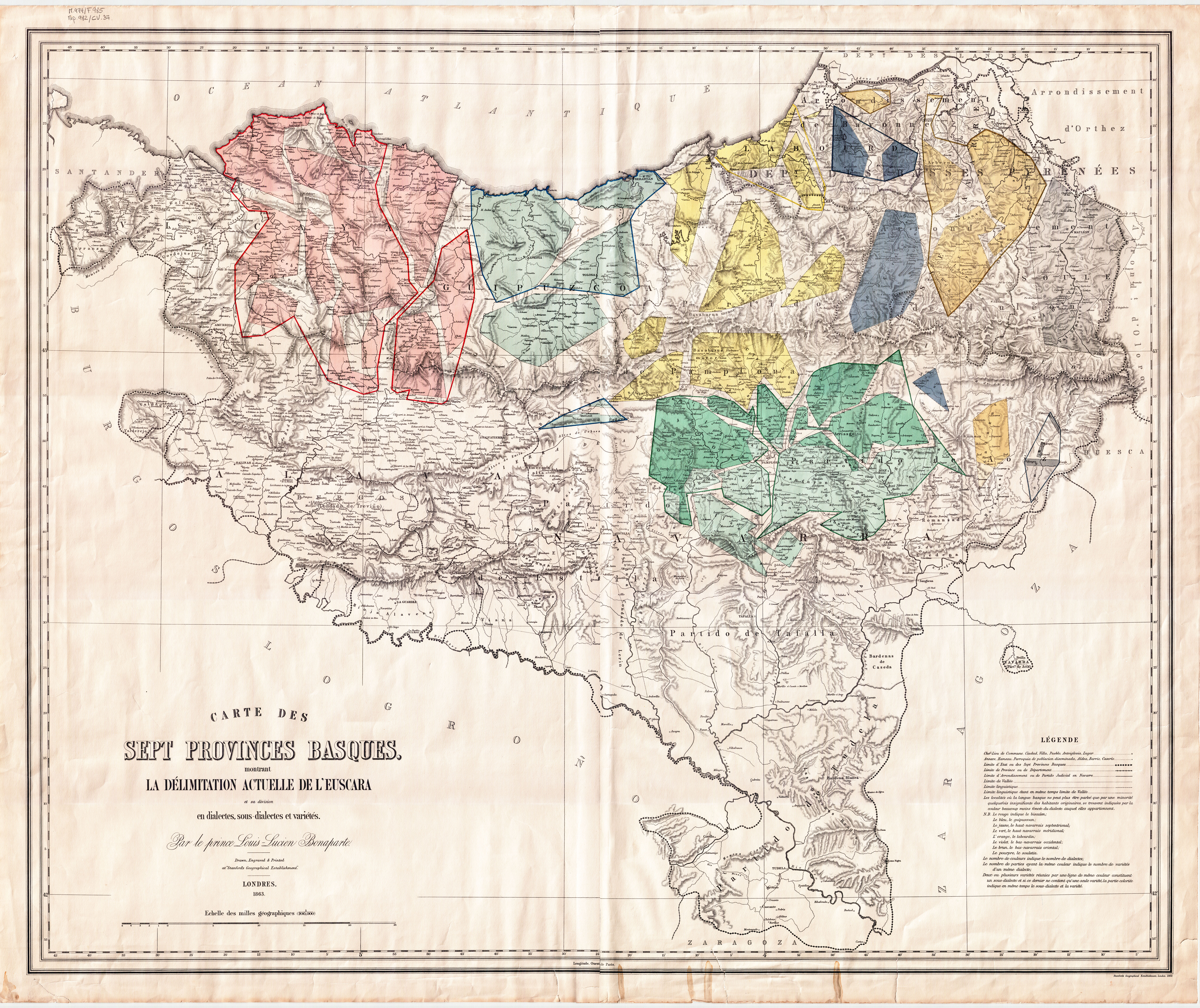
Carte des sept provinces basques (1), 1863

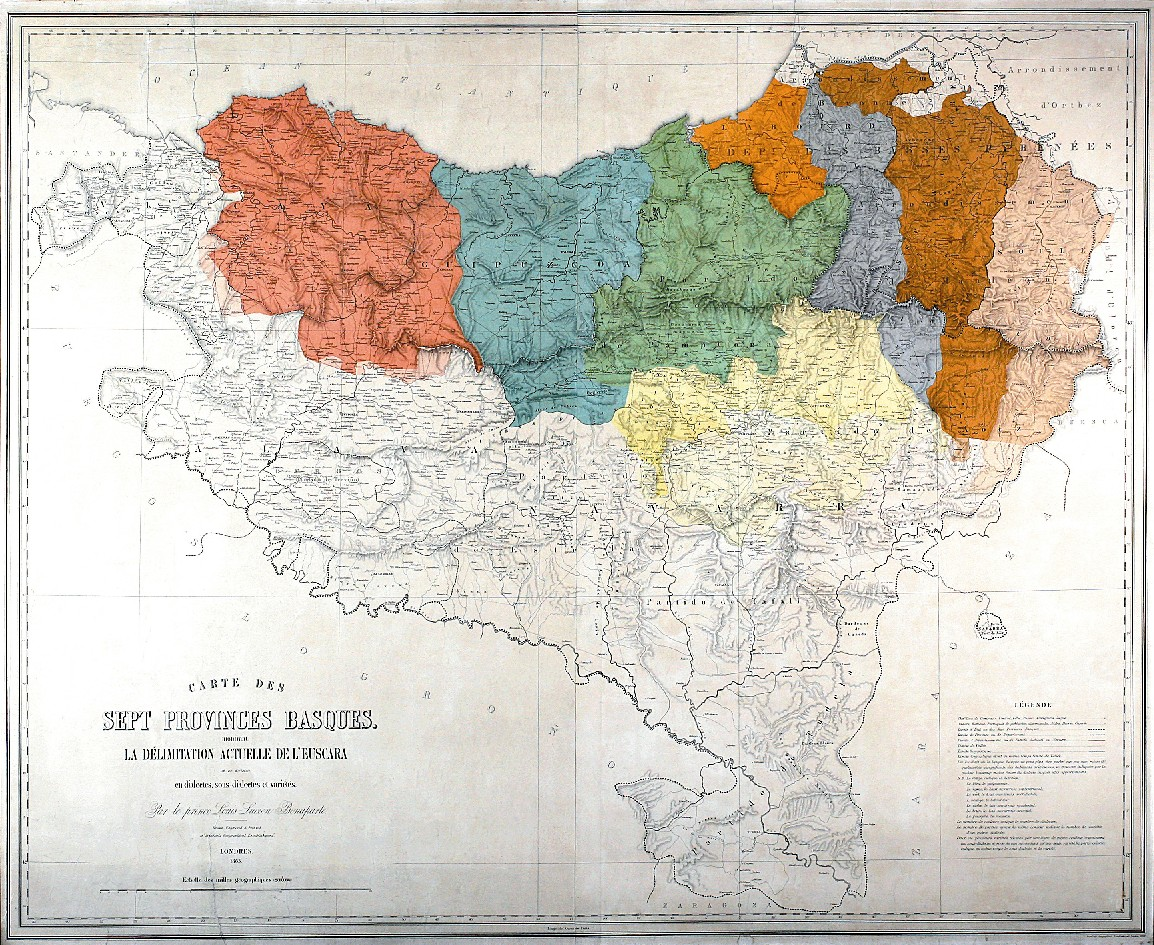
Carte des sept provinces basques (2), 1863

La commune est d'histoire et de langue occitane gasconne, langue localement toujours enseignée dans l'enseignement public.
Mais, ce village est tout de même proprement sharnègo (métis de basque et de gascon) car il possède aussi des éléments de son histoire qui sont à apparenter au Pays basque.
Les deux versions de la Carte des sept provinces basques montrant la délimitation actuelle de l'euskara en dialectes, sous-dialectes et variétés dressée en 1863 par le prince Louis-Lucien Bonaparte placent Bidache en dehors de l'aire bascophone.
Le Recueil de linguistique et de toponymie des Pyrénées réalisé en 1887 par Julien Sacaze  nous livre pour Bidache une version en gascon, composée d'une traduction de deux textes mythologiques, ainsi que d'une liste des microtoponymes de la commune.
Le Recueil des idiomes de la région gasconne réalisé en 1894 par le linguiste Édouard Bourciez nous livre pour Bidache deux versions de la parabole de l'enfant prodigue traduites en gascon.
La carte du Pays basque français dressée en 1943 par Maurice Haulon laisse apparaître la "démarcation actuelle entre la langue basque et les dialectes romans", incluant la commune de Bidache dans l'aire gasconophone.

### Culture
Les Historiques de Bidache est un festival annuel qui célèbre le riche patrimoine  Bidache tout en offrant au public une expérience immersive à travers les époques. Organisé par l’association Solskirnir sur l’esplanade du château des ducs de Gramont, classé monument historique, cet événement propose un véritable voyage dans le temps, de l’Empire Romain à la Seconde Guerre mondiale.
Les visiteurs peuvent découvrir diverses périodes historiques, telles que l’antiquité, les invasions vikings, le Moyen Âge avec ses chevaliers et les guerres de religion, incarnées par des figures emblématiques comme Jeanne d’Albret. Le festival met également en lumière des corsaires du XVIIe siècle et se termine au XVIIIe siècle, marqué par le dernier grand incendie du château. En plus des reconstitutions historiques, un marché artisanal met à l’honneur les savoir-faire traditionnels locaux.
Ce festival familial, gratuit et ouvert à tous, contribue à la préservation et à la valorisation du patrimoine culturel local et national, tout en attirant un public nombreux de passionnés d’histoire et de curieux chaque année. Les Historiques de Bidache sont devenus notamment l'une des plus belles fêtes de France en 2025.

### Musique
Bidache metal est un festival de metal et de hard rock organisé depuis 2003 à Bidache.

### Dictons gascons
Que vas entà Bidaishe ? Pòt de grèisha.
Que vas entà Bardòs ? Chuca aqueth òs.
Tu vas à Bidache ? Pot de graisse.
Tu vas à Bardos ? Suce cet os.

### Patrimoine civil
Le château de Bidache,,,, construit au XIIe siècle, par les ducs de Gramont, connaît aujourd'hui des travaux de consolidation. On peut déjà voir les résultats sur l'entrée principale du château. La fameuse volerie (fauconnerie) n'est plus présente.
Le pont de Gramont sur le Lihoury date du XVIIe siècle, tout comme le pont Romain ou du Moulin.
La commune présente un ensemble de maisons,,, des XVIe, XVIIe et XVIIIe siècles, dont celle dite Hôtel restaurant basque (1586), la maison Tanneur (XVIIe siècle), des maisons de maître,,, et la maison Champina, ancien entrepôt commercial (XVIIIe siècle).
Le moulin de Gramont ou de Heugas date du XVIIe siècle.

### Patrimoine religieux
L'église néogothique Saint-Jacques-le-Majeur abrite la crypte des ducs de Gramont et offre un chemin de croix réalisé par René-Marie Castaing (prix de Rome) et Jacques Castaing. Elle recèle d'autre part un ensemble de trente et une verrières et divers mobiliers inventoriés par le ministère de la Culture.
Deux cimetières israélites, témoignent de la présence influente de la communauté juive.
L'ancienne synagogue, actuellement maison Capdevielle, date du XVIIe siècle.

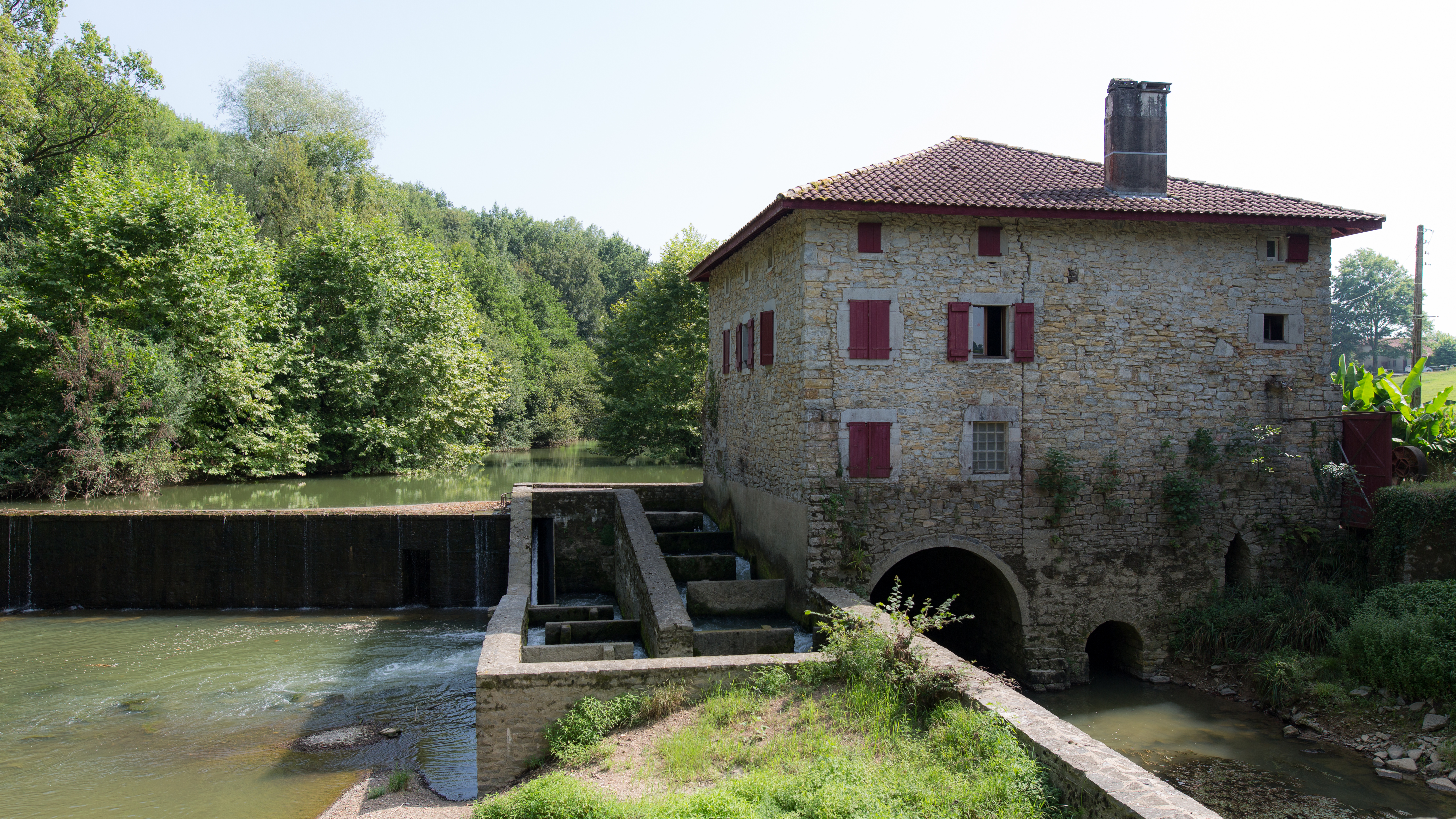
Le moulin de Heugas
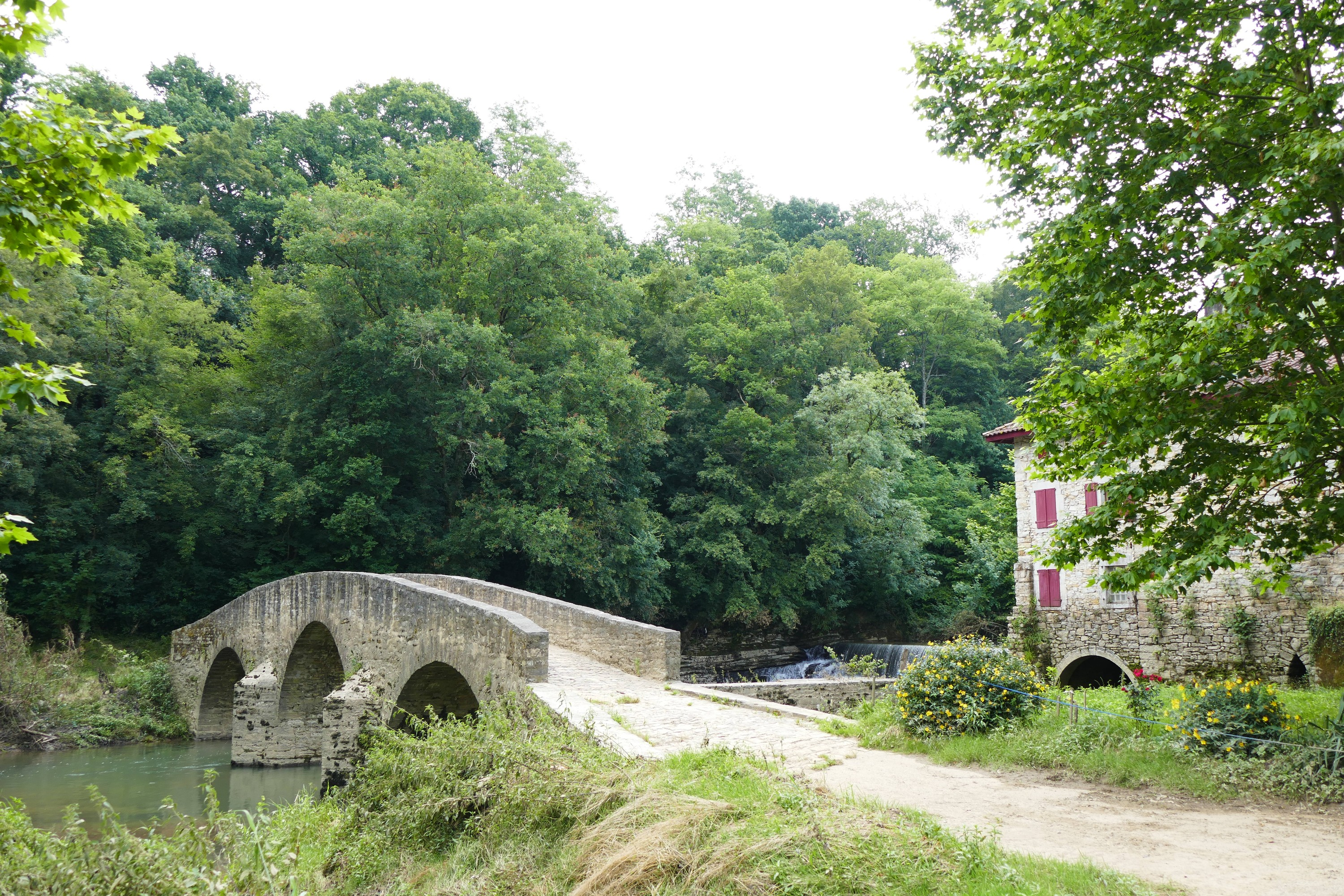
Pont de Gramont sur le Lihoury
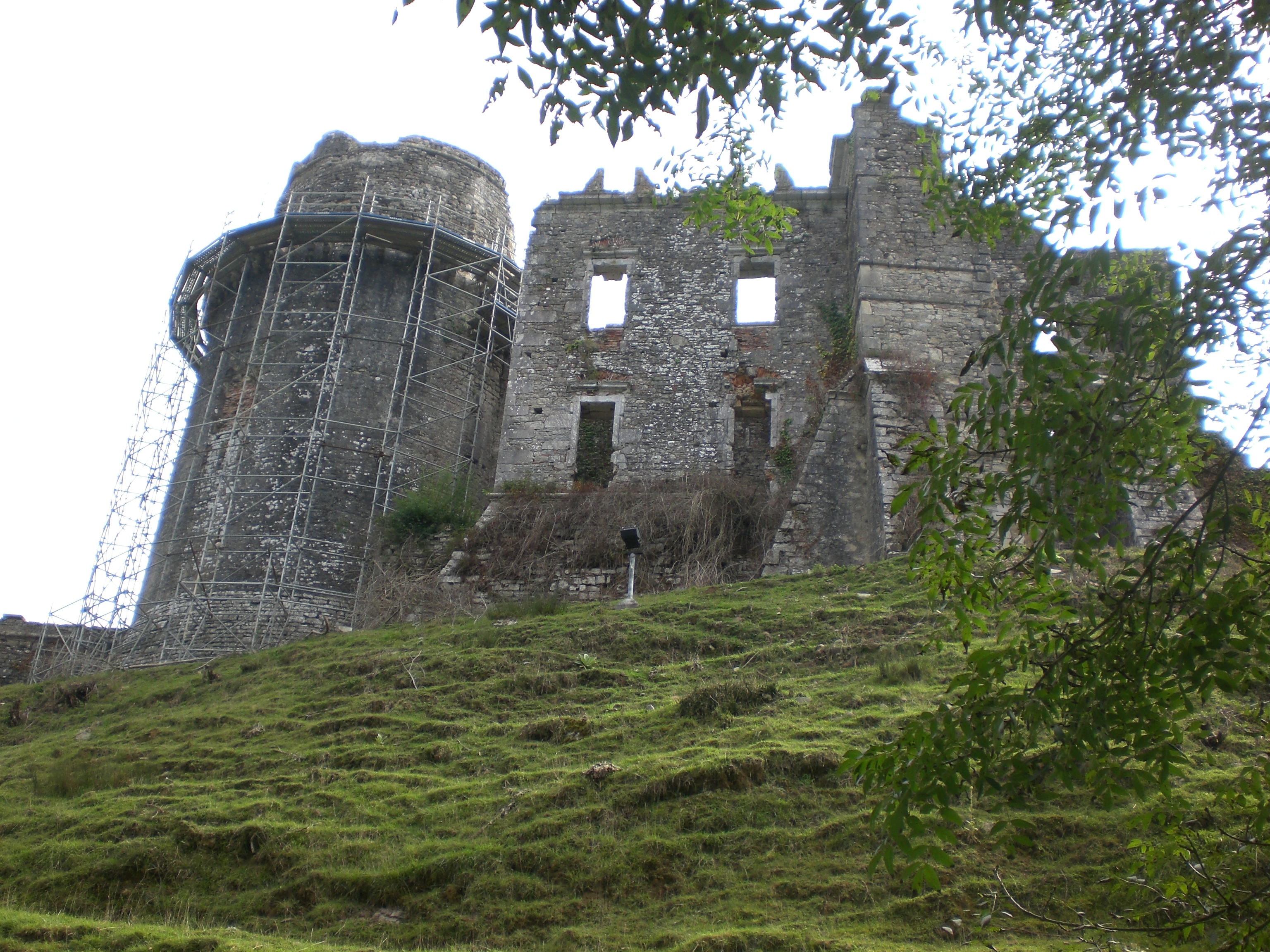
Château de Bidache
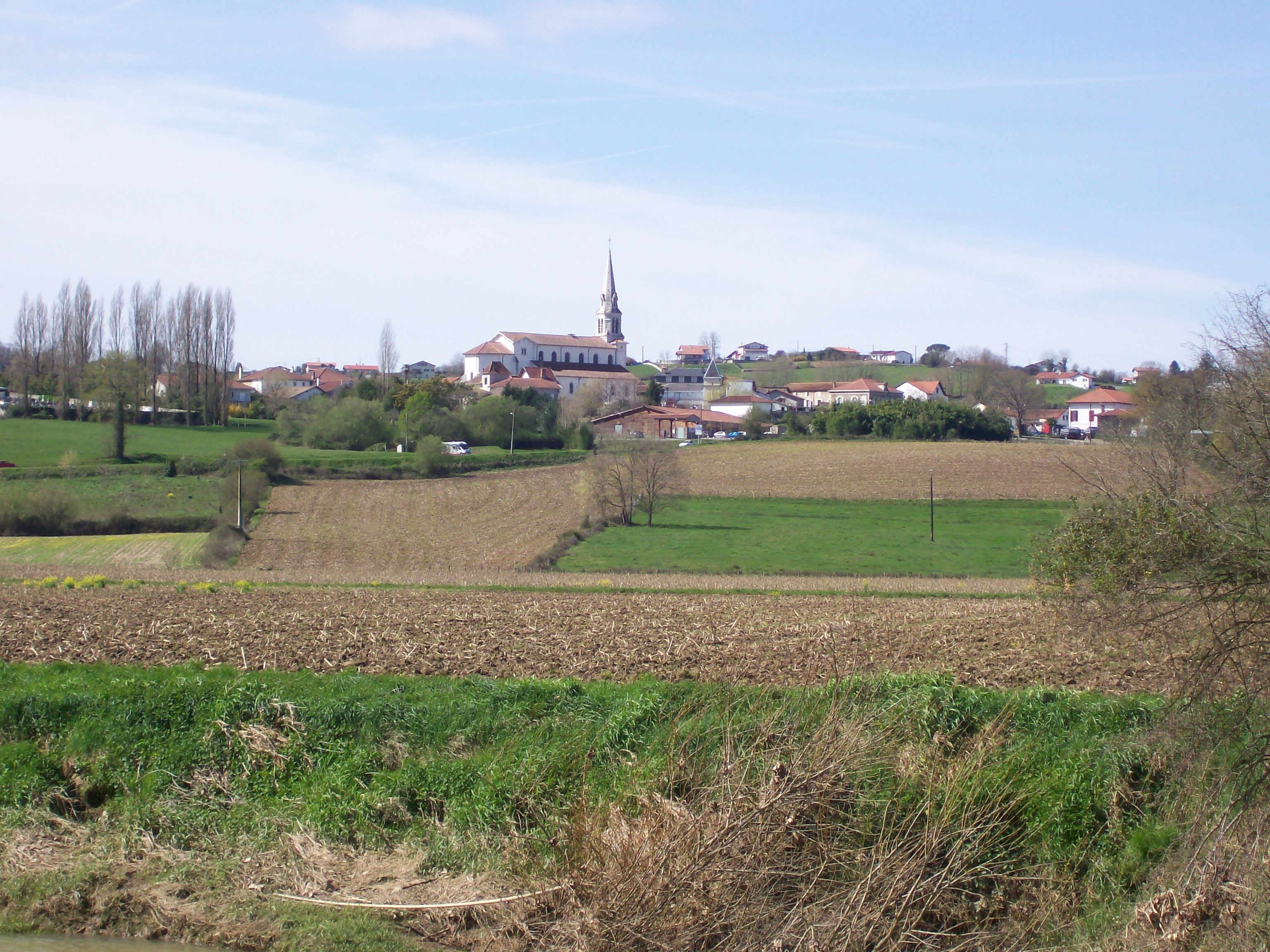
Vue sur Bidache.
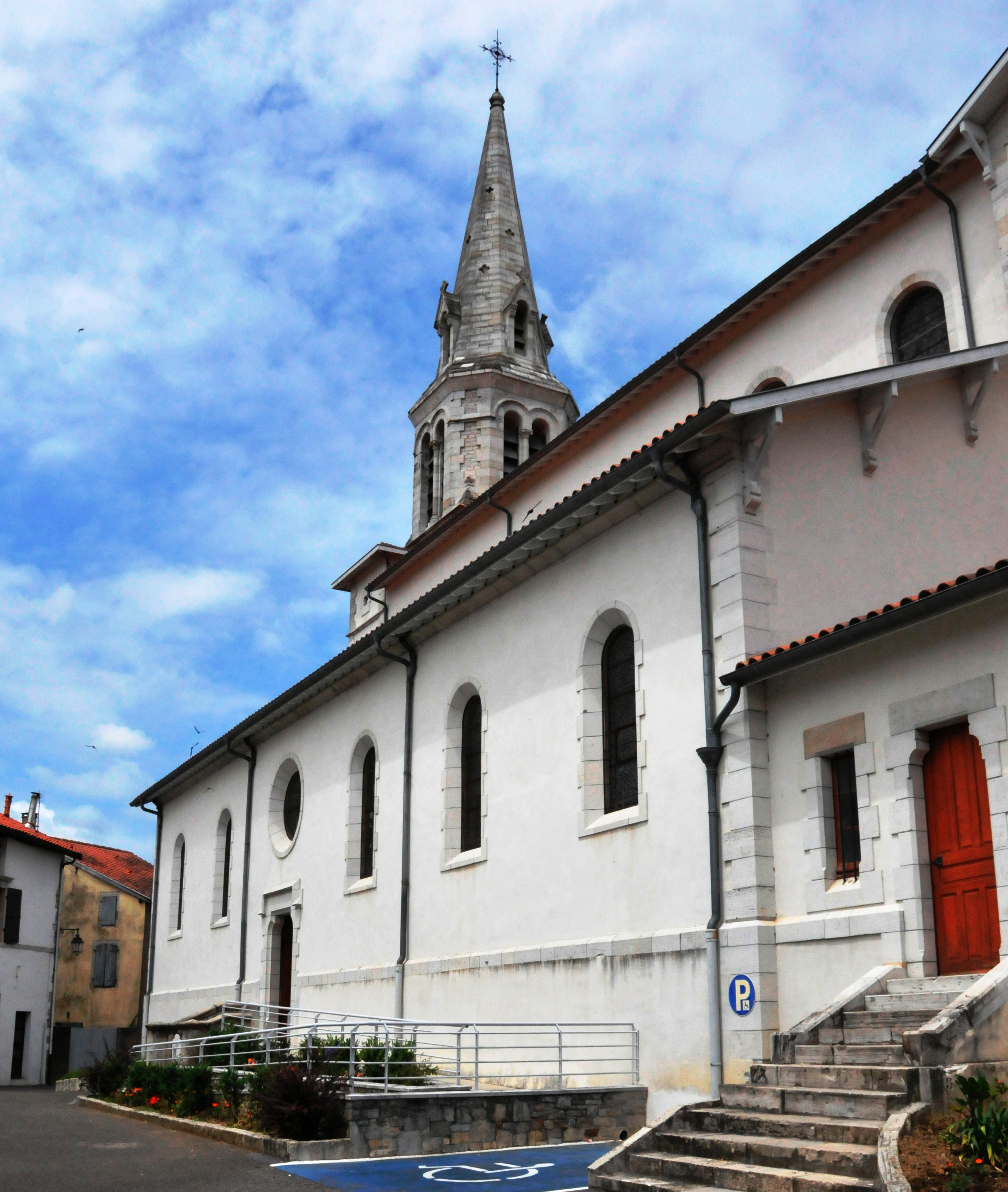
L'église Saint-Jacques-le-Majeur.
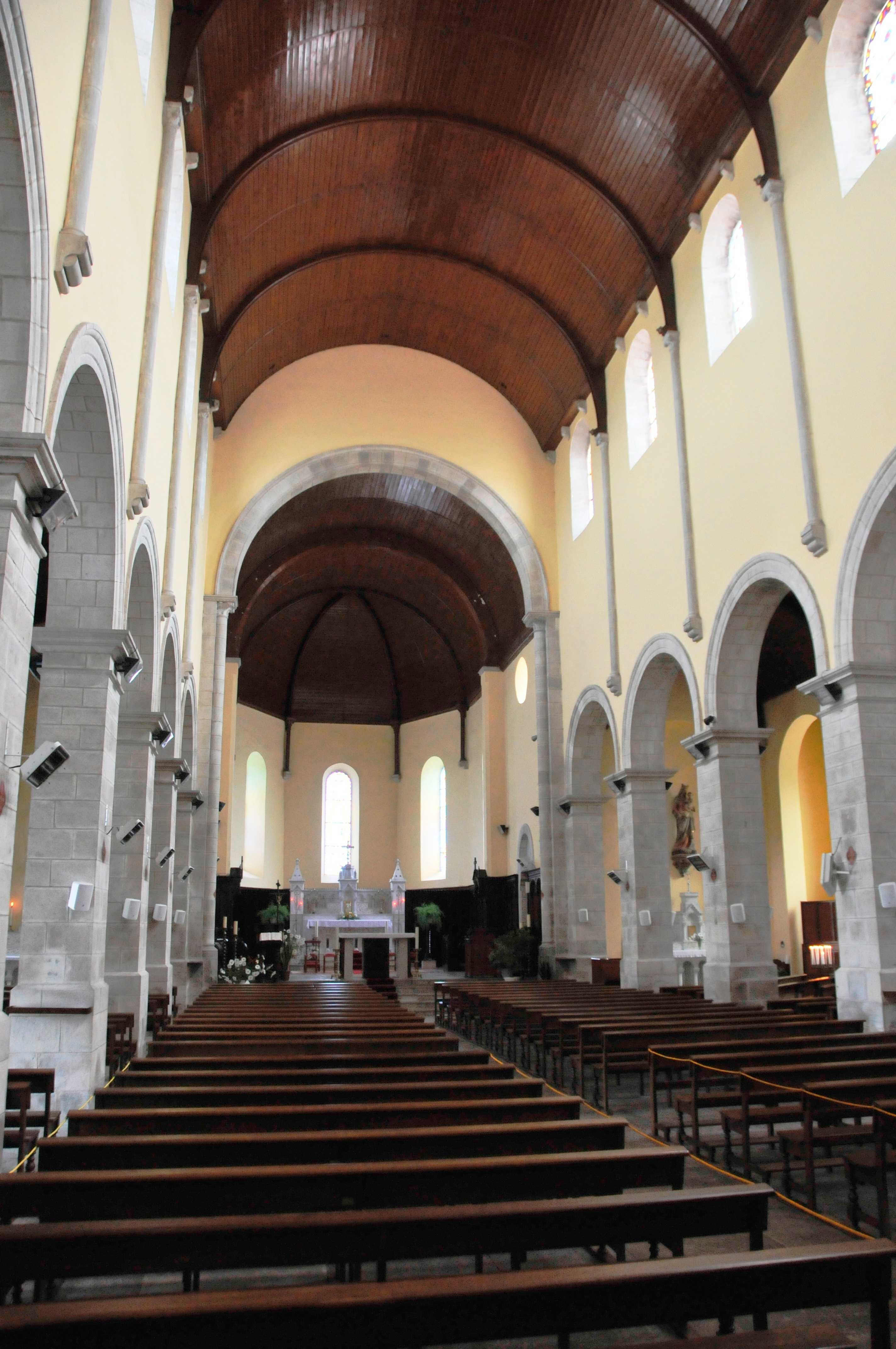
Intérieur de l'église.
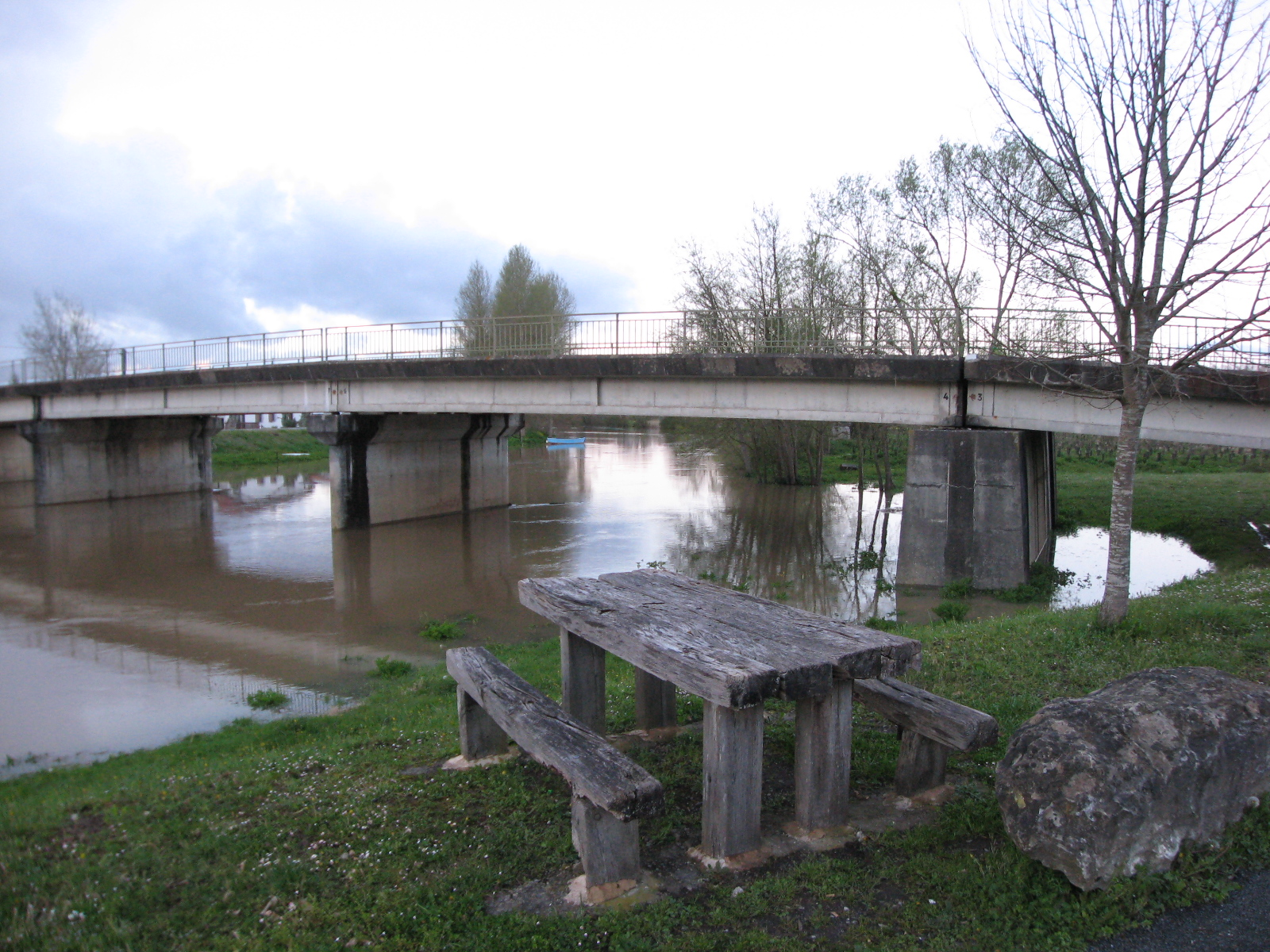
Pont sur la Bidouze
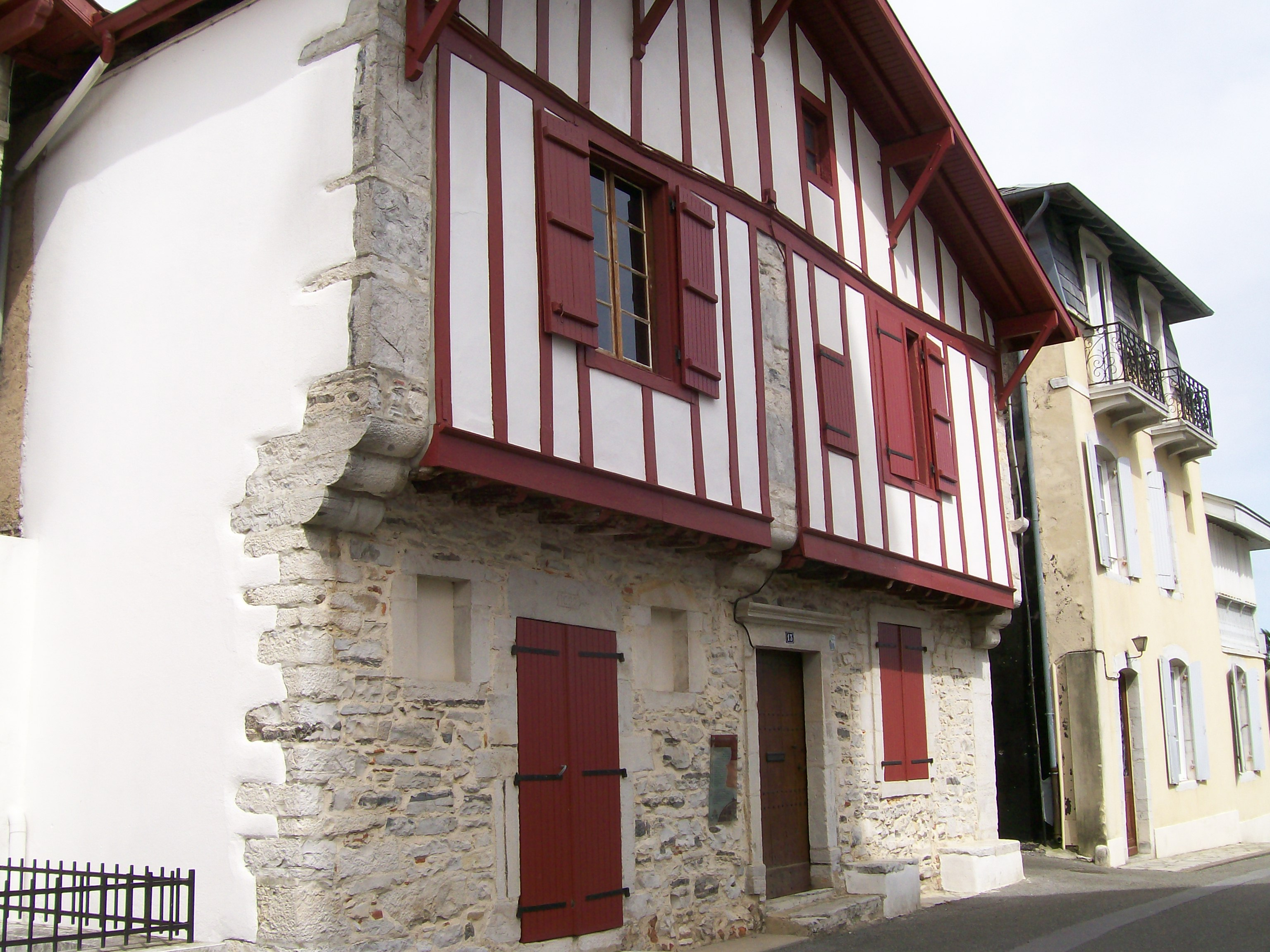
La maison Tanneur.
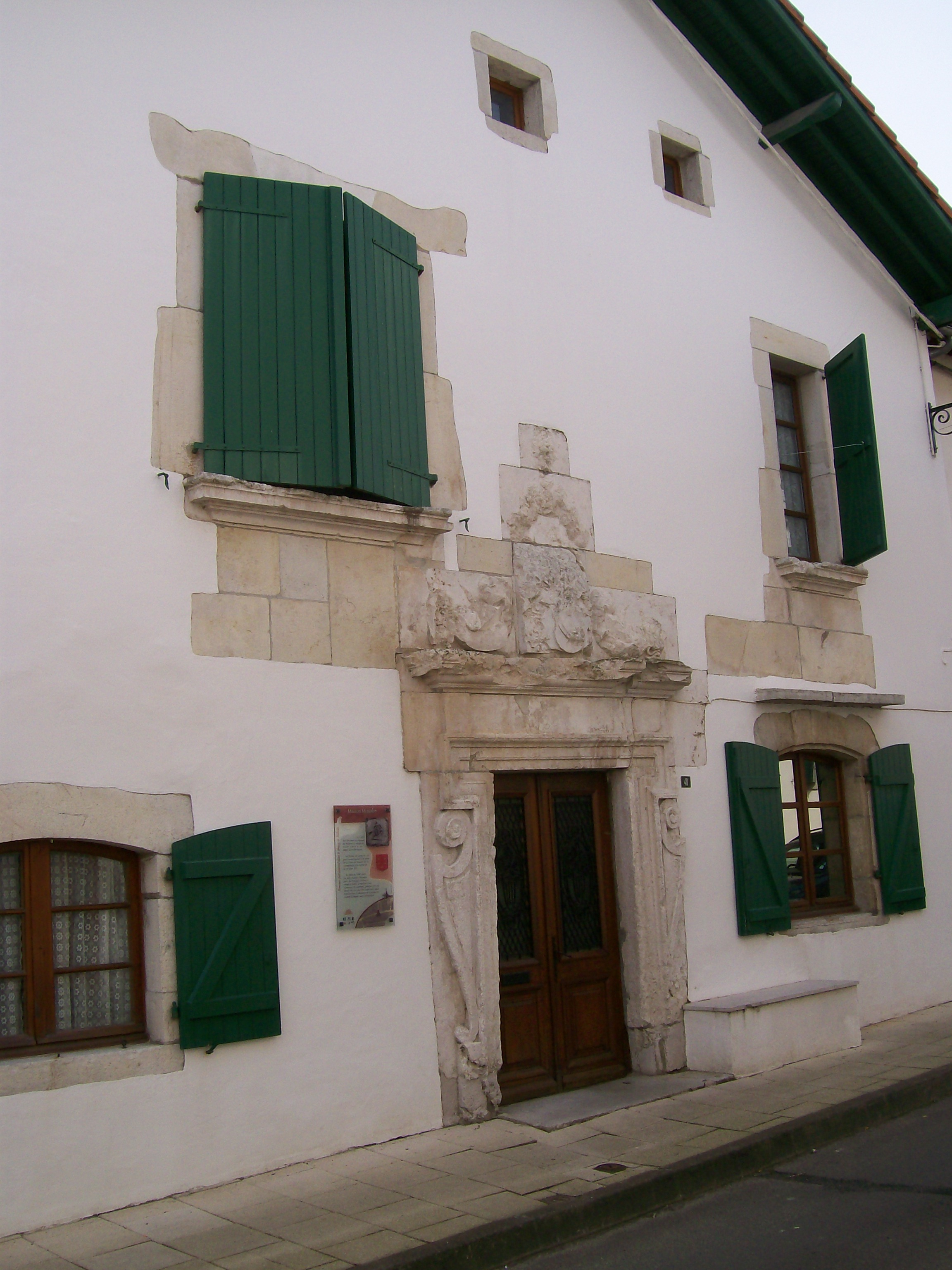
La synagogue.

### Personnalités liées à la commune
- Jean-Jacques Lasserre, est un homme politique français, président du conseil général des Pyrénées-Atlantiques (UDF), ancien maire de Bidache.

### Héraldique
(La commune de Bidache ne possède pas de blason communal)
| Blason | Blasonnement : Écartelé : au 1, d'or au lion d'azur armé et lampassé de gueules (qui est Gramont) ; aux 2 et 3, de gueules à trois flèches d'or armées et empennées d'argent, 2 et 1, les pointes en bas (qui est d'Aster) ; au 4, d'argent à un lévrier de gueules colleté d'azur, à l'orle de sable semée de besants d'or (qui est d'Aure) ; sur le tout de gueules à quatre otelles d'argent (qui est Comminges). Commentaires : Cri : Dios nos ayude! (Dieu aide nous !). Devise : Dei gratia sum id quod sum (« par la grâce de Dieu je suis ce que je suis »). |

## Pour approfondir